# Кристиан IX (граф Дельменхорста)
Кристиан IX фон Ольденбург (нем. Christian IX. von Oldenburg; (род. 26 сентября 1612, Дельменхорст — ум. 23 мая 1647, там же) — граф Дельменхорста с 1633 по 23 мая 1647 года. Сын Антона II и Сибиллы Елизаветы фон Брауншвейг-Далленберг.

## Биография

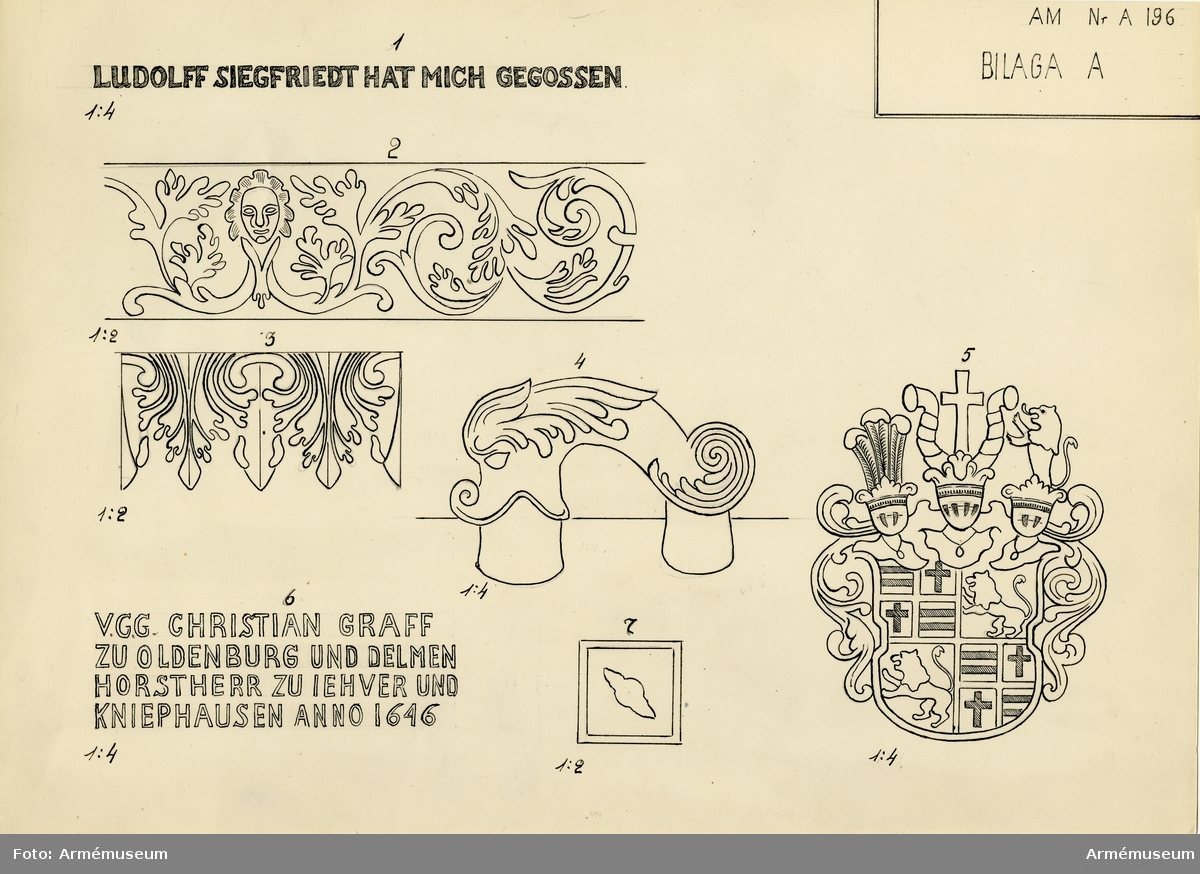
Детальный чертёж отлитой по заказу графа пушки с его гербом.

Единственный выживший сын графа Антона II и дочери графа Брауншвейг-Даннеберга Генриха Сибиллы Елизаветы. Кристиану было всего семь лет, когда умер его отец. Поскольку его старший брат Антон Генрих был несовершеннолетним (в 1622 г. умрёт от оспы в Тюбингене во время образовательной поездки в Италию), первоначально правила его мать при регенте в лице герцога Брауншвейг-Вольфенбюттеля Августа Младшего.
Начатое с 1633 г. самостоятельное правление было посвящено предотвращению угроз Тридцатилетней войны, экономическими вопросами и обеспечением девяти сестер. В договоре о наследстве от 4 апреля 1630 года с двоюродным братом и графом Ольденбурга Антоном Гюнтером было согласовано взаимное наследование обеих линий. Экономическая основа владения Дельменхорста была улучшена, среди прочего, за счет присоединения Ландвюрдена.
Из-за тяжелого финансового положения Кристиан, в отличие от отца, не выступал в роли мецената. В 1639 году он заказал художнику Вильгельму де Сен-Симону посвященных легенде о львиной битве легендарного графа Ольденбурга Фридриха шесть картин, которые висят в замке Хайдексбург в Рудольштадте, так как сестра Кристиана Эмилия Ольденбург-Дельменхорстская вышла замуж за графа Шварцбург-Рудольштадта Людвиг Гюнтера I.
В 1647 г. Кристиан умер неженатым и не оставил потомков. Дельменхорстская ветвь Ольденбургской династии вымерла, и графство перешло к графу Ольденбурга Антону Гюнтеру. Был похоронен 6 июля 1647 г. в графском склепе в городской церкви Дельменхорста.